# ديميتريوس باباديموليس
ديميتريوس باباديموليس (باليونانية: Δημήτρης Παπαδημούλης)‏ (من مواليد 21 آذار / مارس 1955) هو سياسي يوناني وعضو في البرلمان الأوروبي عن مجموعة اليسار المتحد الأوروبي-اليسار الأخضر النوردي. وهو ممثل اليونان الوحيد في هذه المجموعة منذ 2014. وهو يشغل منصب نائب رئيس البرلمان الأوروبي منذ تموز / يوليو 2019.
في العام 2020، حل في المركز التاسع ضمن قائمة تضم أكثر مائة أعضاء البرلمان الأوروبي تأثيراً، وكان ترتيبه الأول بين مجموعته السياسية والأول بين الأعضاء اليونانيين.